# Cultura Okhotsk

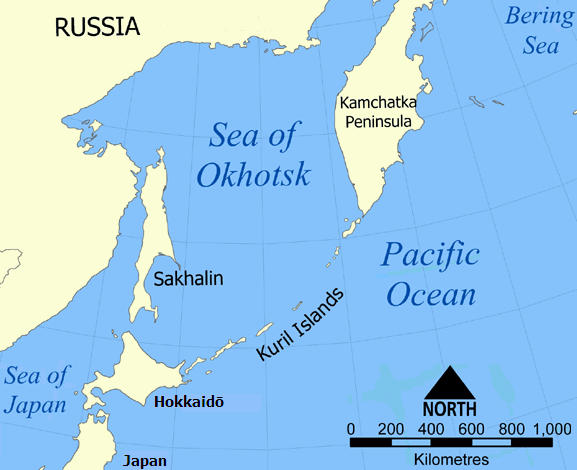
Mapa do Mar de Okhotsk

A Cultura Okhotsk foi uma cultura de pesca costeira e caçadora-coletora das áreas em volta do Mar de Okhotsk: a bacia do Rio Amur, a ilha Sacalina, o norte de Hokkaido, as Ilhas Curilas e Kamchatka. Aparentemente, a cultura Okhotsk se espalhou a partir da área do Rio Amur e depois parcialmente absorvida ou substituída pela cultura Satsumon, que se expandia a partir do norte do Japão, mas mesmo assim continuando a existir nos Nivkh de Sacalina e nos Itelmen de Kamchatka. A cultura Ainu aparenta ter preservado elementos fortes da cultura Okhotsk, mas a cultura Satsumon (e provavelmente também a língua) dominou a miscigenação de povos que dariam origem aos Ainu. Elementos fundamentais Okhotsk permaneceram, como o culto aos ursos.
Um trato definitivo da cultura Okhotsk era sua estratégia de subsistência, tradicionalmente categorizada como um sistema especializado de coleta de recursos marinhos. Isto é refletido pela distribuição geográfica de sítios arqueológicos em regiões costeiras e confirmado por estudos arqueológicos de restos de animais e de ferramentas, que indicam caça marinha intensiva, pesca e atividades de coleta. Estudos de isótopos estáveis de nitrogênio em restos humanos também indicam uma dieta com altas proporções de proteína derivada de organismos marinhos. Análises de colágeno de ossos humanos revelaram uma contribuição relativa de proteína marinha num raio de 60 a 94% para indivíduos da Ilha Rebun e de 80 a 90% para indivíduos do leste de Hokkaido. Porém, há evidências suficientes para sugerir que a dieta do povo Okhotsk foi muito mais diversa do que os dados isotópicos sugerem. A dieta era provavelmente complementada com mamíferos terrestres, como veados, raposas, coelhos e martas. Marcas de corte em ossos de cães domesticados sugerem que eles também eram parte da dieta e restos de porcos domésticos são límitados ao norte de Hokkaido. Também há evidências do uso de plantas selvagens comestíveis, incluindo Aralia (nardo), Polygonum, Actinidia (groselha chinesa), Vitis (videiras), Sambucus (sabugueiro), Empetrum nigrum ("crowberry"), Rubus sp. (amora), Phellodendron amurense (sobreiro do Amur) e Juglans (nogueira). Sabe-se pouco sobre o papel das plantas mencionadas na economia ou se tinham funções dietárias ou rituais.
Kisao Ishizuki da Universidade de Sapporo defende que o povo Okhotsk foi registrado no Nihon Shoki sob o nome de Mishihase.